# Foxholsterbosch
Foxholsterbosch – wieś w Holandii, w prowincji Groningen, w gminie Hoogezand-Sappemeer. 